# NGC 5858
NGC 5858 (również PGC 54075) – galaktyka eliptyczna (E6), znajdująca się w gwiazdozbiorze Wagi. Odkrył ją Edward Singleton Holden 14 maja 1882 roku.